# Michael Thomas Harris
Pour les articles homonymes, voir Harris.
Michael Thomas Harris, né le 13 septembre 1783 à Londres et mort le 17 mai 1824 à Beddington (Croyton), est un inventeur et aéronaute britannique.

## Biographie
Fils du lord-général George Harris, lui-même lieutenant dans l'armée, il effectue en 1823 un vol en ballon de Londres à Rochester avec Margaret Watson Graham et George Graham mais, en 1824, dans un autre vol, en compagnie de Sophia Jane Stocks, s'écrase à Beddington Park et trouve la mort. Seule Sophia Jane Stocks survit. 
Jules Verne le mentionne dans sa nouvelle Un drame dans les airs.